# فلورنسیا لابات
 فلورنسیا لابات (انگلیسی: Florencia Labat؛ زاده ۶ دسامبر ۱۹۷۱) یک تنیس‌باز اهل آرژانتین است.